# Schloss Baldeney

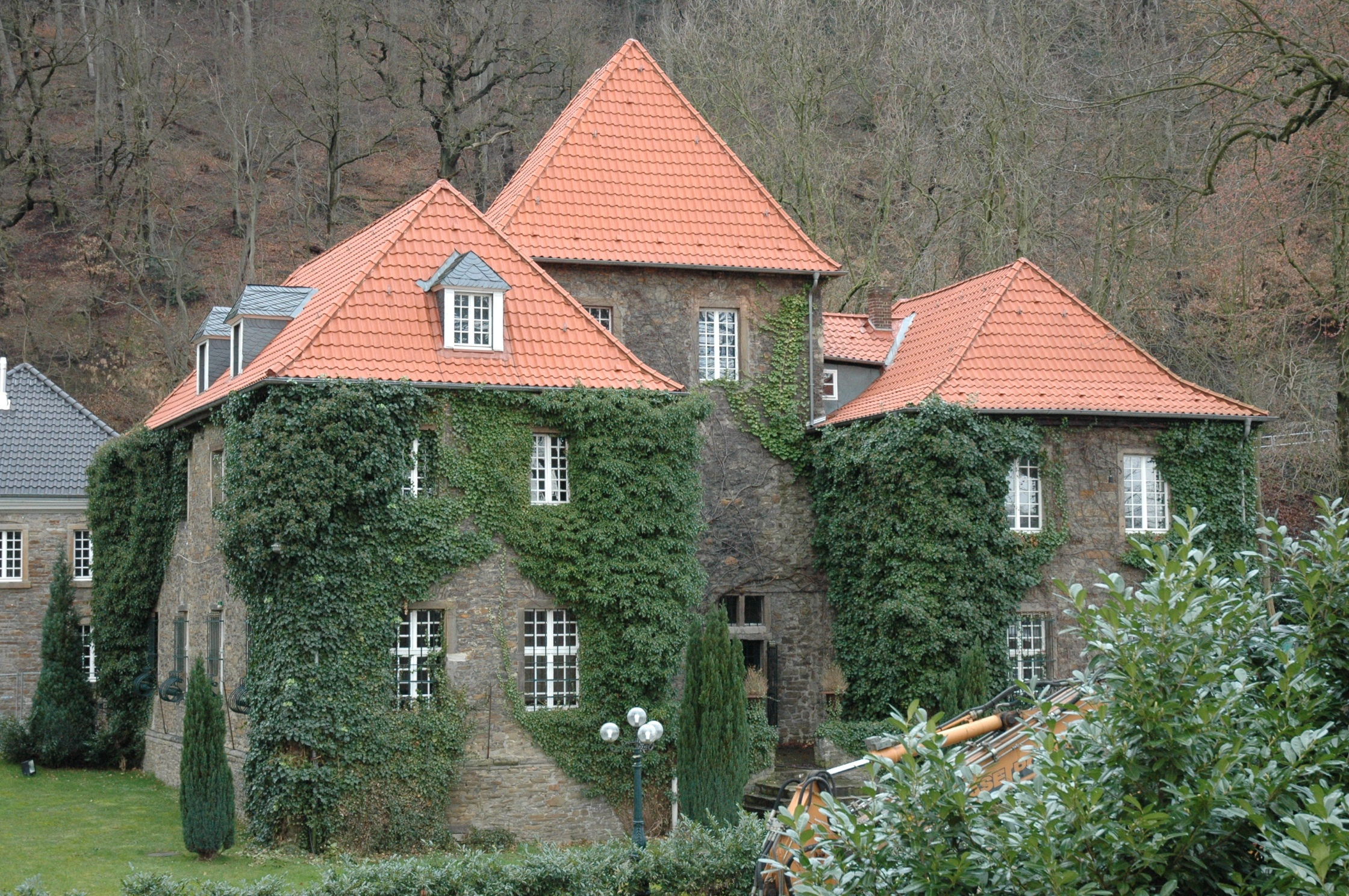
Hauptgebäude des Schlosses von Südwesten, in der Mitte der Wohnturm

Das Schloss Baldeney, auch Haus Baldeney genannt, steht im Essener Stadtteil Bredeney und ging aus einer mittelalterlichen Wasserburg hervor. Es gab dem 1933 fertiggestellten Baldeneysee, an dessen Nordufer es liegt, seinen Namen und steht als Bau- und Bodendenkmal unter Denkmalschutz.

## Beschreibung
Die heutige Schlossanlage wurde aus Ruhrsandstein erbaut und besteht neben dem Hauptgebäude aus einem ehemaligen Wirtschaftsgebäude und der sich daran anschließenden Kapelle. Früher war sie von einer Gräfte umgeben, die zwar seit etwa 1890 zugeschüttet aber im Gelände noch erkennbar ist. Das Urkataster von 1875 zeigt das Anwesen noch mit breiten Gräben und Wirtschaftsgebäuden, die heute nicht mehr erhalten sind.

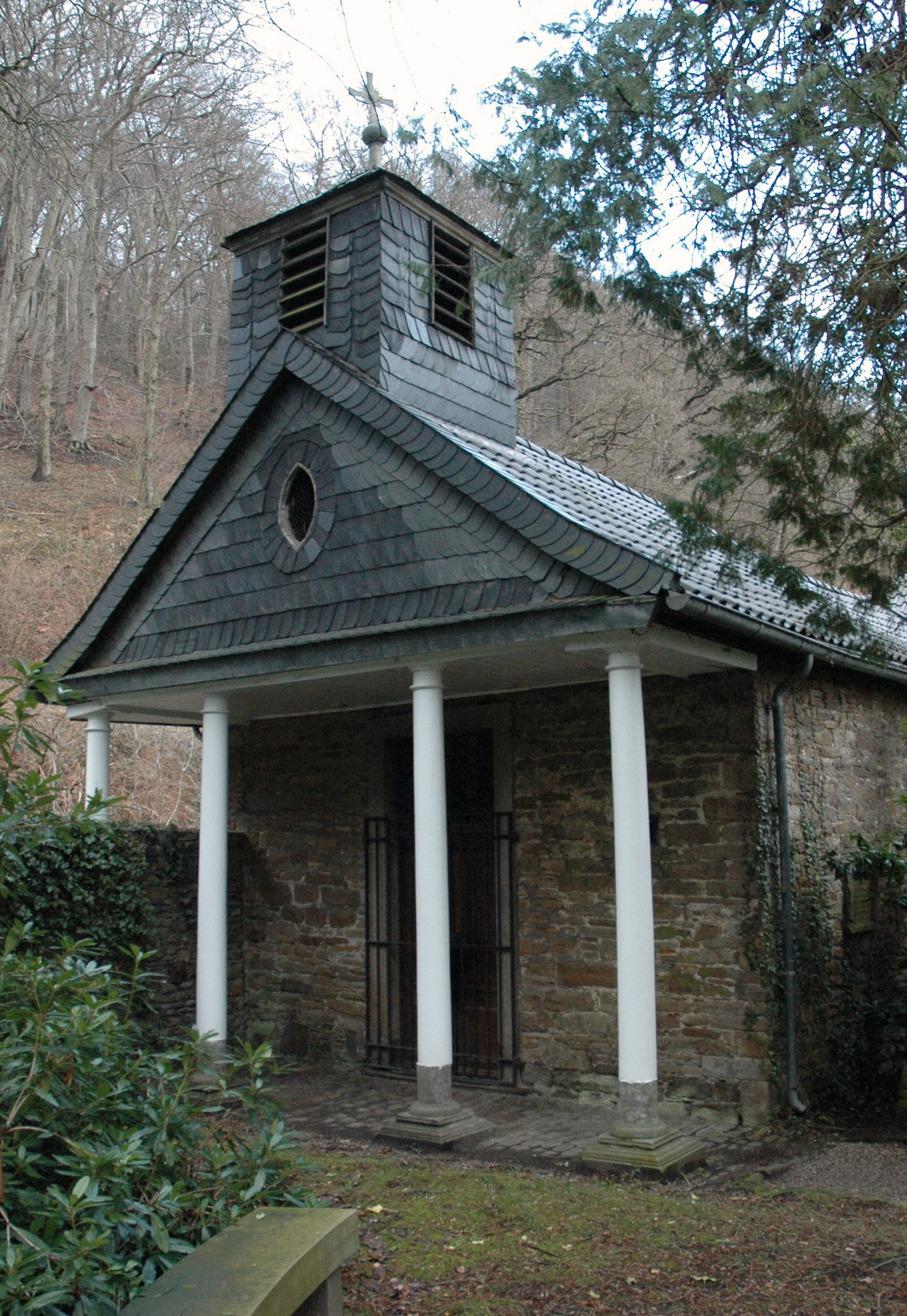
Die Schlosskapelle

Ältester erhaltener Teil ist der fast quadratische, aus dem 14./15. Jahrhundert stammende Wohnturm mit drei Geschossen und Walmdach. Eine Freitreppe führt zu seinem Portal, über dem sich das Wappen der Freiherren von Bottlenberg befindet. Es stammt – ebenso wie das Kreuzstockfenster und die Fenster mit Werksteingewänden – aus dem 19. Jahrhundert. Dem Wohnturm schließen sich östlich und westlich Gebäudeflügel aus dem 17. und 18. Jahrhundert an, die aber im 19. Jahrhundert vollständig umgestaltet worden sind. Der Westflügel ist ein zweigeschossiger Bau mit Gewölbekeller und Walmdach, dessen Fenster Gewände aus Sandstein besitzen. Der Ostflügel besitzt ebenfalls zwei Geschosse, aber keinen Keller.

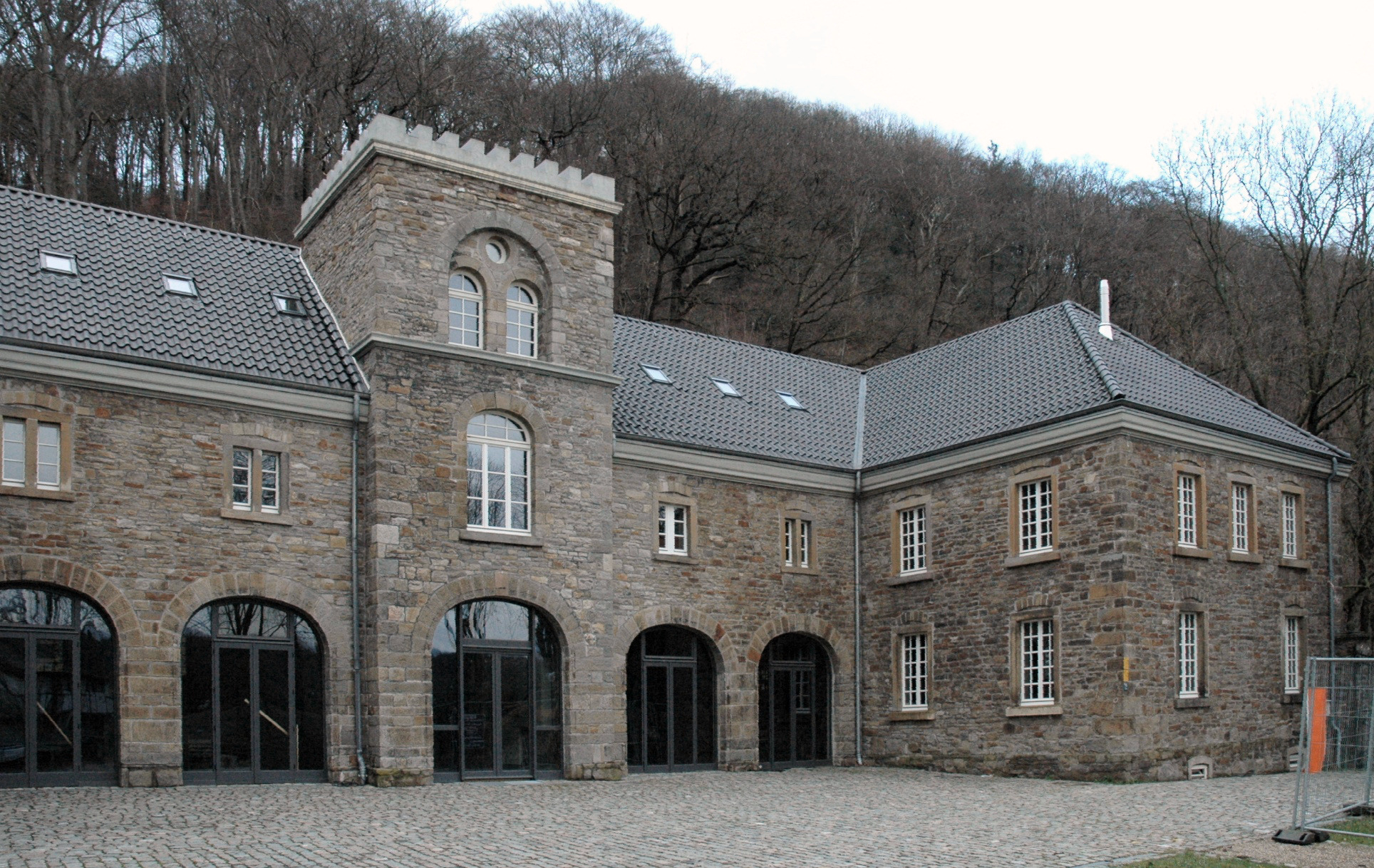
Die Remise (2007)

Nordwestlich des Hauptgebäudes steht mit der sogenannten Remise ein zweigeschossiger Dreiflügelbau, der früher die Stallungen und Gesindeunterkünfte beherbergte. Sein Aussehen wird maßgeblich von großen, rundbogigen Toren im Erdgeschoss bestimmt. Er wurde um die Wende vom 19. zum 20. Jahrhundert gemäß der damals vorherrschenden Burgenromantik im Stil des Historismus erbaut, was besonders durch seinen mittig gelegenen, zinnenbewehrten Turm zum Ausdruck kommt.
Dem ehemaligen Wirtschaftsgebäude schließt sich westlich eine kleine Kapelle an, die der heiligen Maria Magdalena geweiht ist. Sie wird heute von der Pfarrgemeinde St. Markus in Essen-Bredeney betreut. Ihr Aussehen geht auf einen Umbau im 16. Jahrhundert zurück, während die Ausstattung in ihrem Inneren aus dem Jahr 1821 stammt. Das von Säulen getragene Vordach des Sakralbaus stammt wahrscheinlich ebenfalls aus dem 19. Jahrhundert. Direkt neben der Schlosskapelle liegt ein kleiner Friedhof, der von einer niedrigen Bruchsteinmauer eingefasst wird. Er ist seit dem 19. Jahrhundert belegt und war Grablege der Schlossbesitzer. Die noch erhaltenen Grabplatten sind jedoch derart stark verwittert, dass die Namen der Verstorbenen nicht mehr entziffert werden können.

## Geschichte
Graf Adolf I. von der Mark ließ am Ort des heutigen Hauptgebäudes 1226 ein erstes festes Haus errichten, doch schon vorher existierte dort wahrscheinlich eine Motte. Das Haus war ein Lehngut der Abtei Werden und wurde im Jahr 1337 erstmals urkundlich erwähnt, als der damalige Besitzer Theodoricus von (der) Leythe (auch Leythen, Leyte und Leithe) gemeinsam mit seinem Sohn Everhard eine Kapelle stiftete.
Bis 1432 war die Anlage im Besitz der Familie von (der) Leythe, anschließend kam sie über weibliche Familienmitglieder an wechselnde Besitzer, von denen einige das Amt des Erbmarschalls von Werden innehatten und zugleich Erbkämmerer der Fürstabtei Essen waren. Unter den Burgherren finden sich zum Beispiel der Ritter Kracht Stecke zu Mylendonk und Meiderich und an Arndt von Vittinghoff, in dessen Besitz das Haus 1445 gelangte. Ihm folgten 1563 die von Eyll. 1612 gelangte die Anlage an die Familie von Neuhoff, der 1655 die Familie von Drimborn folgte. 1747 wurde dann der kaiserliche Hauptmann Freiherr Franz Ernst von dem Bottlenberg, genannt Schirp, Schlossherr. Seine Familie blieb bis 1968 im Besitz des Anwesens.

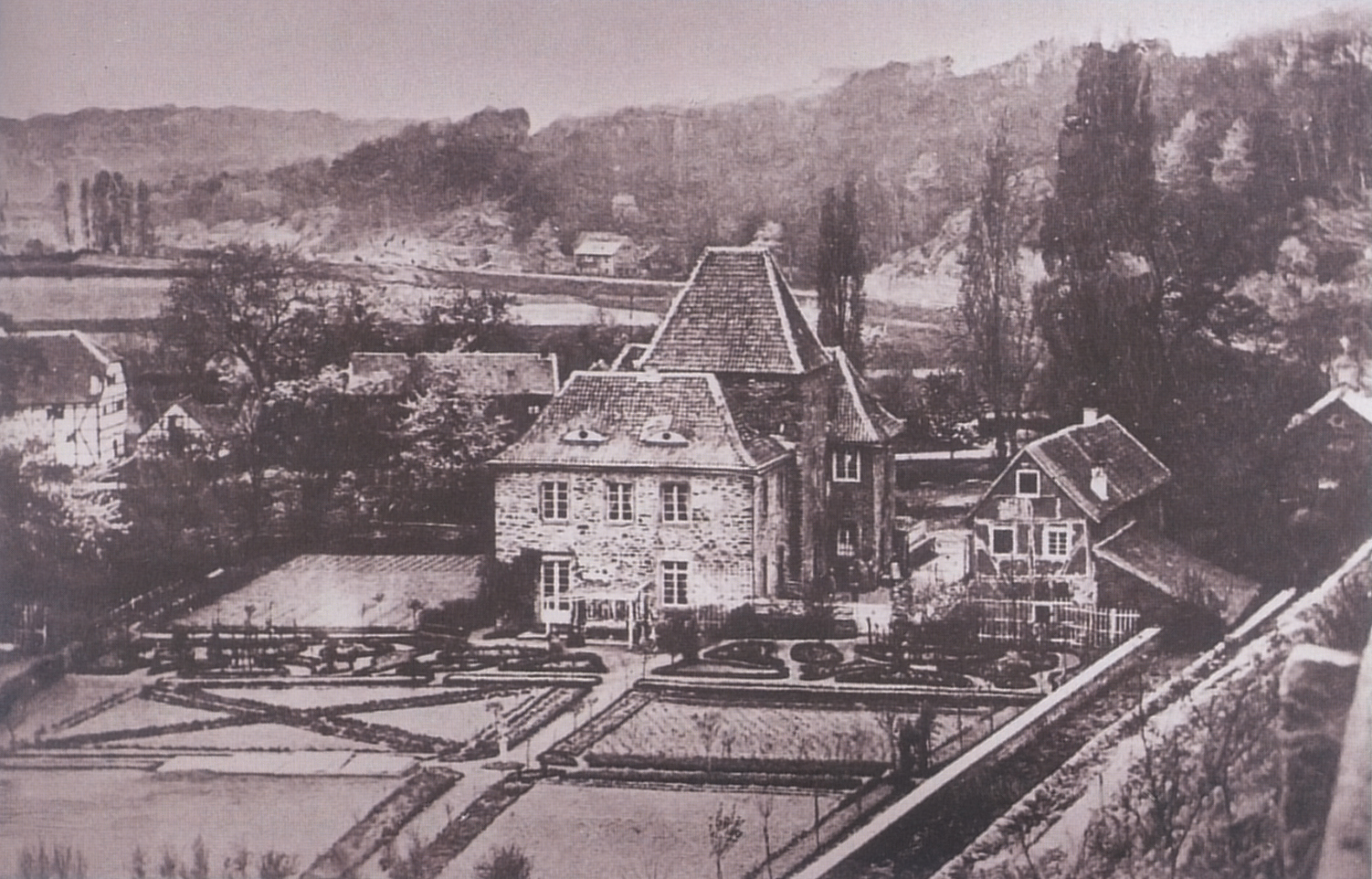
Schloss Baldeney um 1870

Nachdem dem Wohnturm schon im 17. Jahrhundert an der Westseite ein zusätzlicher Flügel angebaut worden war, wurde das Gebäude im 18. Jahrhundert durch einen zweiten Trakt nach Osten erweitert. Das Ensemble erfuhr im 19. Jahrhundert in seinem Inneren grundlegenden Änderungen. Zur gleichen Zeit ließen die Eigentümer nördlich davon ein Wirtschaftsgebäude errichten und 1870 die zum Haus gehörige Mühle abreißen.
Seit 1921 waren die Gebäude verpachtet und wurden erst als Schullandheim dann vorwiegend als Restaurant genutzt, das sich nach Fertigstellung des Baldeneysees zu einer beliebten Ausflugsgaststätte entwickelte. Nach dem Verkauf in den 1960er Jahren ließen die Eigentümer Schloss und Park nach Jahren des Verfalls aufwändig restaurieren, so zum Beispiel 1992 die Schlosskapelle. Auch wurde auf dem Areal wieder eine Gastronomie geführt, die im September 2004 aber einem Brand zum Opfer fiel. Seitdem war die Anlage ungenutzt. Nach der Insolvenz des Eigentümers stand das mehr als 9000 Quadratmeter  große Anwesen lange Zeit zum Verkauf. Im August 2011 erwarb es ein Essener Immobilienmakler für 3,9 Millionen Euro.